# Băbeni, Sălaj
Băbeni este satul de reședință al comunei cu același nume din județul Sălaj, Transilvania, România.
Localitatea apare menționată pentru prima dată ca atestare documentară în anul 1377, sub denumirea de Baba.

## Galerie de imagini

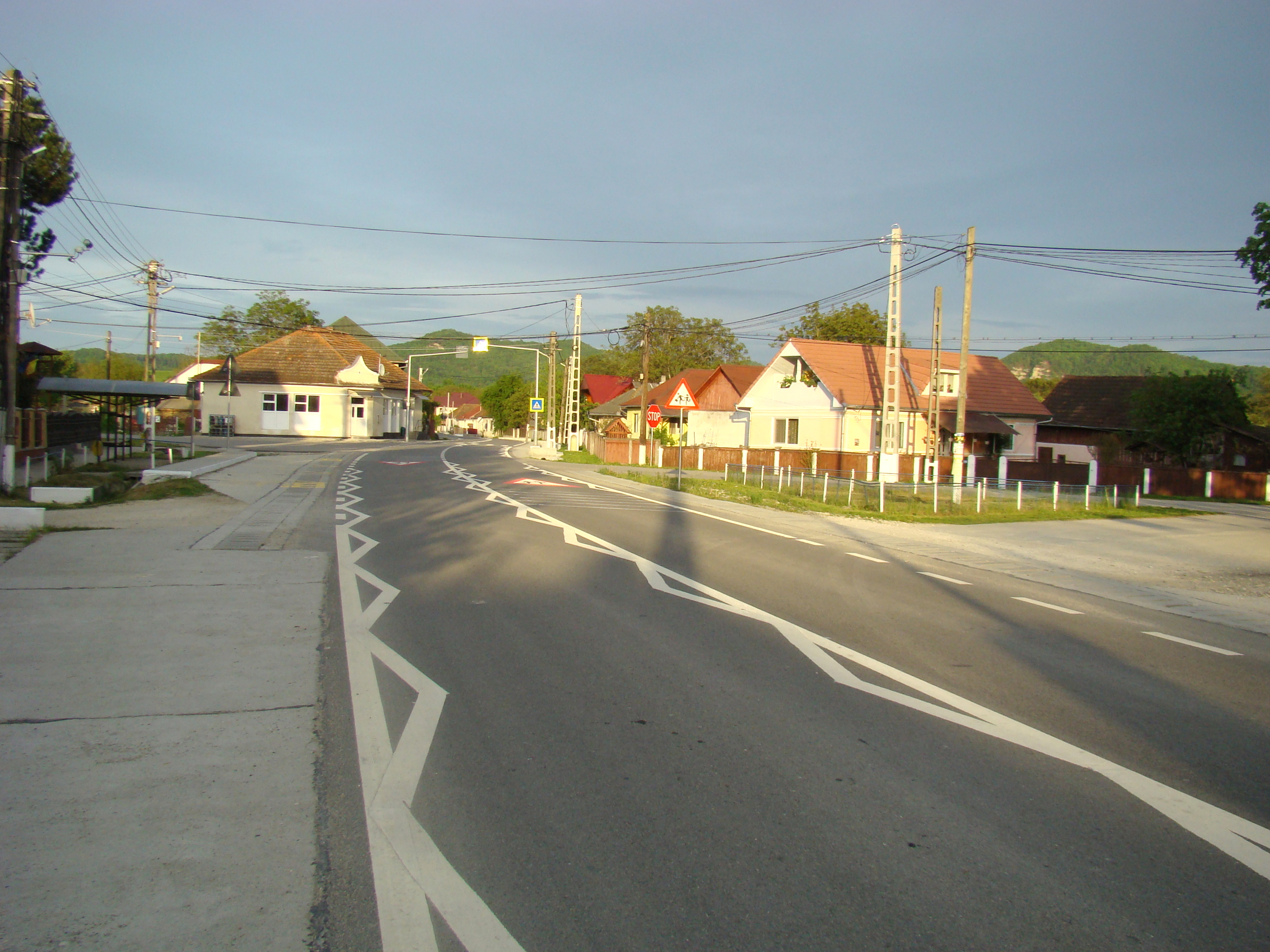
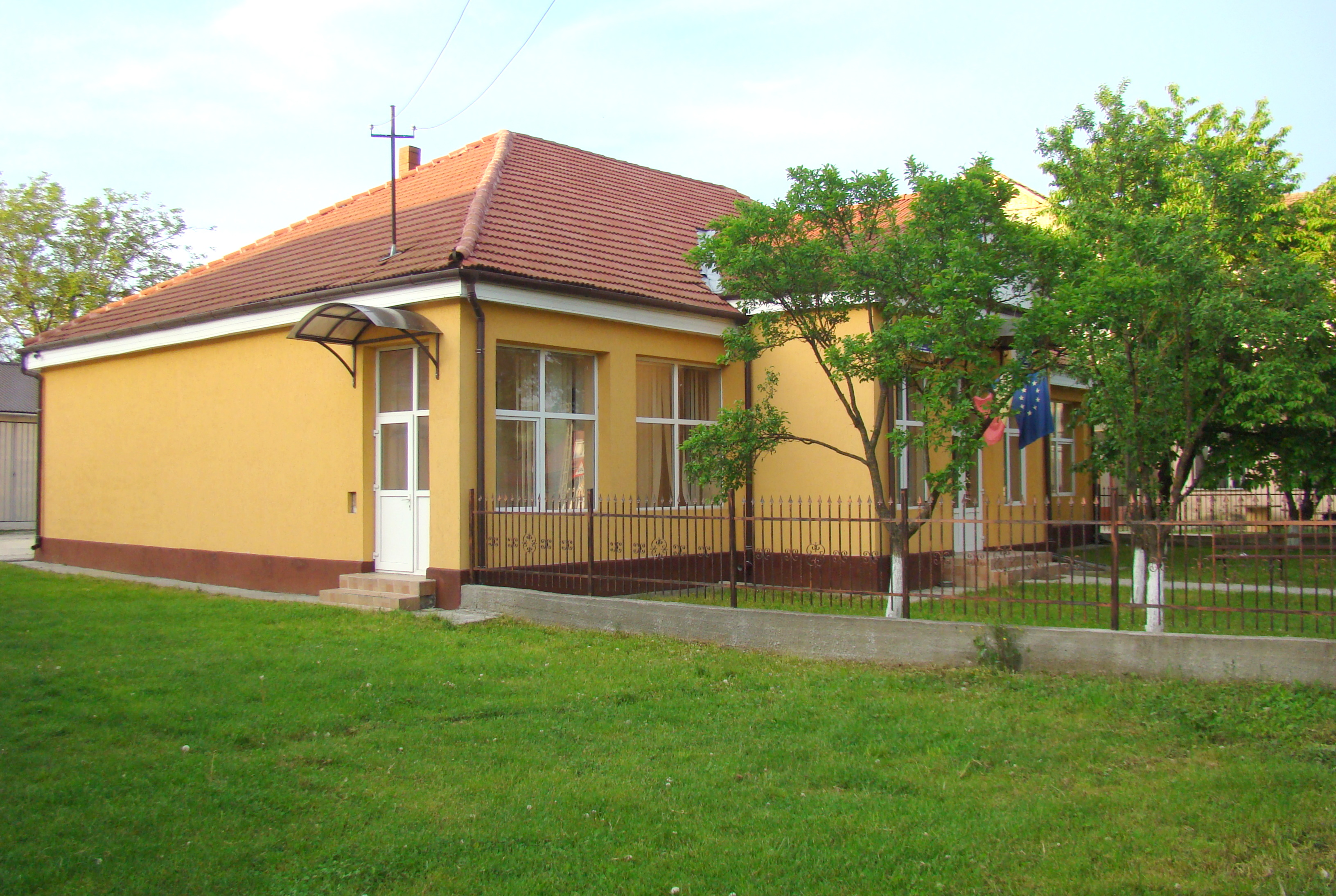
Primăria
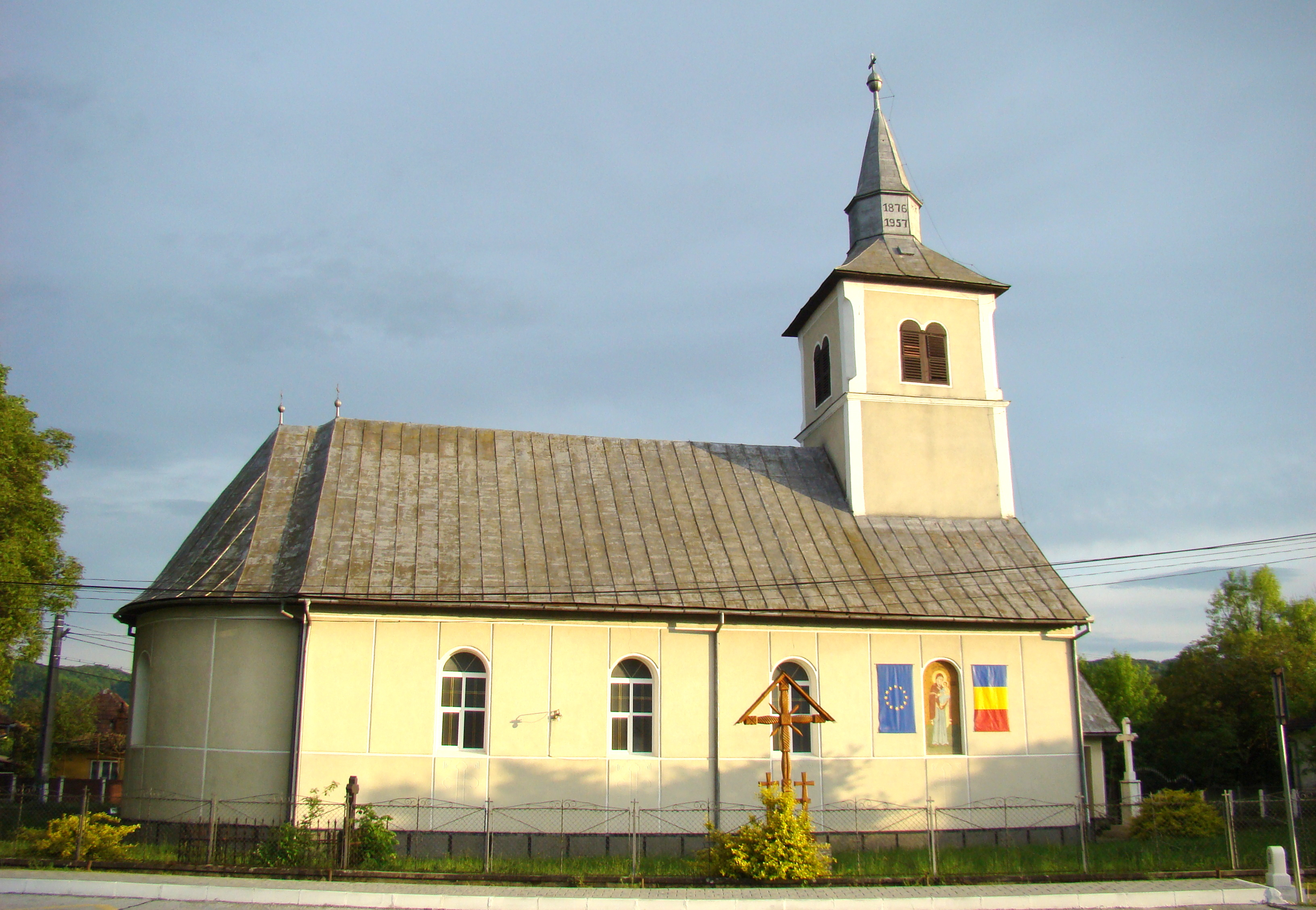
Biserica ortodoxă (1873)
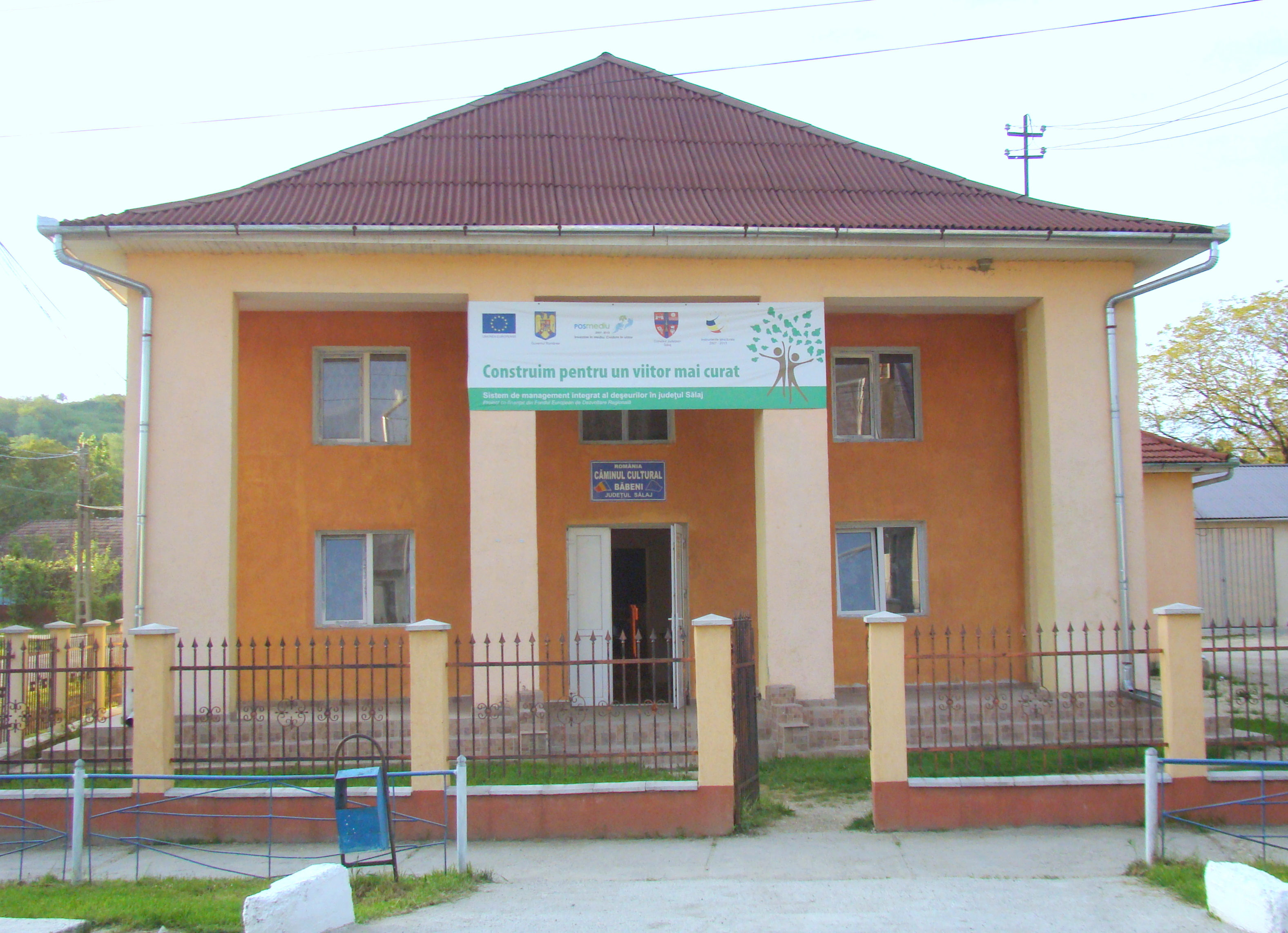
Căminul cultural
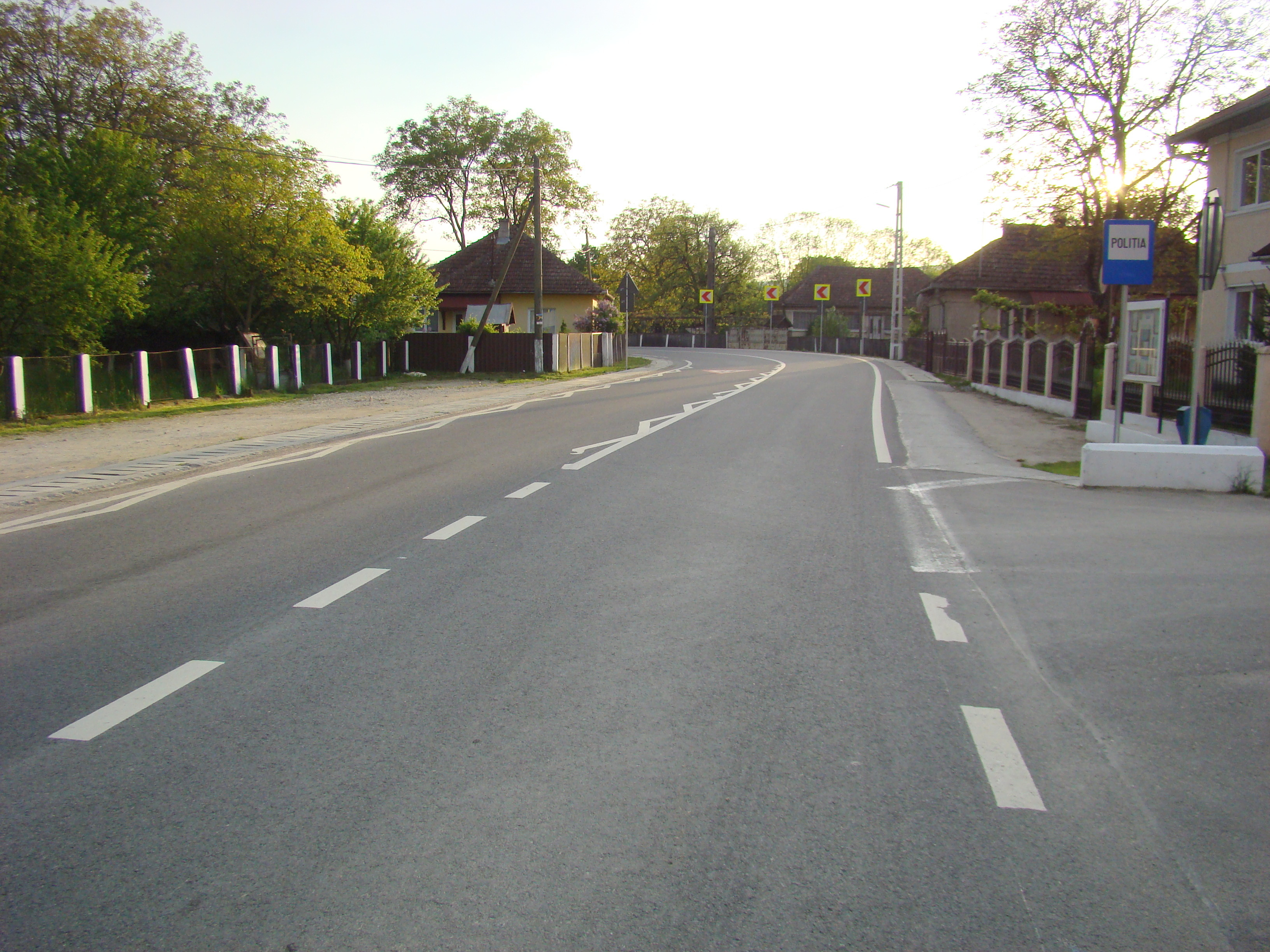